# Vices & Virtues
| Совокупная оценка    | Совокупная оценка |
| Источник             | Оценка            |
| -------------------- | ----------------- |
| Metacritic           | 63/100            |
| Оценки критиков      |                   |
| Источник             | Оценка            |
| AbsolutePunk.net     | 80%               |
| Allmusic             | [ 15 ]            |
| Alternative Press    | [ 16 ]            |
| BLARE Magazine       | [ 17 ]            |
| Entertainment Weekly | B–                |
| The Guardian         | [ 19 ]            |
| IGN                  | 7.5/10            |
| Rolling Stone        | [ 21 ]            |
| Spin                 | 6/10              |
| BBC Music            | (Favourable)      |

Vices & Virtues (с англ. — «Пороки и добродетели») — третий студийный альбом американской рок группы Panic! At the Disco, выпущенный 22 марта 2011 года на лейбле Fueled by Ramen. Спродюсированный Джоном Фельдманном и Бутчем Волкером, альбом был записан дуэтом вокалиста и мульти-инструменталиста Брендона Ури и барабанщика Спенсера Смита после ухода основного автора текстов и гитариста Райана Росса и басиста Джона Уолкера в июле 2009 года.

## Об альбоме
Уход Уолкера и Росса из Panic! At The Disco нарушил режим написания песен, после чего Ури попытался найти свой собственный стиль голоса и уверенность, чтобы взять на себя роль основного композитора-песенника группы. Тексты затрагивают темы манипуляций и путаницы. Понадобилось два года, чтобы альбом Vices & Virtues увидел свет и вобрал в себя новые музыкальные эксперименты.
После релиза альбом получил смешанные, но в целом положительные отзывы. Критики высоко оценили разнообразие музыкальных стилей, однако критики осуждали композиционную простоту и многословный лиризм Ури. Предвкушённый главным синглом, «The Ballad of Mona Lisa», альбом дебютировал с седьмой позиции на Billboard 200, распространившись тиражом 56 000 копий в первую неделю.

### Музыка и тексты
Vices & Virtues отличается разнообразием музыкальных стилей в треках. По словам Ури, каждая песня «отличается от последующей». В начале группа не имела представления, какую играть музыку и какие писать тексты. Тем не менее, после возвращения в студию и перезапуска производства группа начала писать материал заново со второй попытки. «Мы работаем над музыкой около полутора лет, так что я думаю, это отчасти объясняет, почему некоторые из песен так отличаются стилем», — сказал Смит. По прошествии времени дуэт выбрал лучшие песни из 30 написанных. Ури рассказал о самой захватывающей части процесса: «… Вы получаете всю проделанную работу, записываете песню, составляете её, а затем вы можете добавить несколько забавных вещей, маленькие кусочки голоса, странные разговоры и инструменты которые раньше не использовали». Поле экспериментов растянулось до такой степени, что группа использовала IPad для записи синтезаторов. На треке «Nearly Witches (Ever Since We Met…)» коллектив работал с французской группой Plastiscines и детским хором.
Большинство из предыдущего материала группы было написано бывшим гитаристом Райаном Россом. В Vices & Virtues Ури взял на себя эту обязанность, хоть и не имел большого опыта в прошлом. Самым большим вдохновением для лирики было желание продолжать, не заморачиваться и писать песни. Ури рассматривает свои тексты как очень честные и прямые, а также фантастические с элементами повествования.

## Список композиций
Все треки сочинены Брендоном Ури, Спенсером Смитом и Джоном Фельдманном за исключением указанного.
| №                   | Название                                | Автор(ы)                      | Длительность |
| ------------------- | --------------------------------------- | ----------------------------- | ------------ |
| 1.                  | «The Ballad of Mona Lisa»               | Ури/Смит/Уолкер/Фельдманн     | 3:49         |
| 2.                  | «Let's Kill Tonight»                    | Ури/Смит                      | 3:34         |
| 3.                  | «Hurricane»                             |                               | 4:25         |
| 4.                  | «Memories»                              |                               | 3:26         |
| 5.                  | «Trade Mistakes»                        |                               | 3:36         |
| 6.                  | «Ready to Go (Get Me Out of My Mind)»   | Ури/Смит                      | 3:37         |
| 7.                  | «Always»                                |                               | 2:34         |
| 8.                  | «The Calendar»                          |                               | 4:43         |
| 9.                  | «Sarah Smiles»                          |                               | 3:33         |
| 10.                 | «Nearly Witches (Ever Since We Met...)» | Ури/Смит/Фельдманн/Райан Росс | 4:16         |
| Общая длительность: | Общая длительность:                     | Общая длительность:           | 38:02        |

| №                   | Название            | Автор(ы)            | Длительность |
| ------------------- | ------------------- | ------------------- | ------------ |
| 11.                 | «Kaleidoscope Eyes» | Ури/Смит            | 3:20         |
| Общая длительность: | Общая длительность: | Общая длительность: | 41:22        |

| №                   | Название              | Автор(ы)            | Длительность |
| ------------------- | --------------------- | ------------------- | ------------ |
| 11.                 | «Stall Me»            | Ури/Смит            | 3:10         |
| 12.                 | «Oh Glory» (demo)     | Ури/Смит            | 3:03         |
| 13.                 | «I Wanna Be Free»     | Ури/Смит            | 2:45         |
| 14.                 | «Turn off the Lights» | Ури/Смит            | 4:00         |
| Общая длительность: | Общая длительность:   | Общая длительность: | 50:25        |

| №                   | Название                                | Длительность |
| ------------------- | --------------------------------------- | ------------ |
| 11.                 | «Stall Me»                              | 3:10         |
| 12.                 | «Oh Glory» (demo)                       | 3:03         |
| 13.                 | «The Ballad of Mona Lisa» (Music video) | 3:34         |
| Общая длительность: | Общая длительность:                     | 47:14        |

| №   | Название      | Длительность |
| --- | ------------- | ------------ |
| 14. | «Bittersweet» | 3:34         |

## Чарты
| Чарт (2011)                            | Высшая позиция |
| -------------------------------------- | -------------- |
| Australian Albums Chart                | 6              |
| Austrian Albums Chart                  | 51             |
| Belgian Albums Chart (Flanders)        | 71             |
| Canadian Albums Chart                  | 17             |
| Dutch Albums Chart                     | 76             |
| New Zealand Albums Chart               | 21             |
| Swiss Albums Chart                     | 90             |
| UK Albums Chart                        | 29             |
| UK Rock Albums                         | 2              |
| U.S. Billboard 200                     | 7              |
| U.S. Billboard Rock Albums             | 2              |
| U.S. Billboard Alternative Albums      | 2              |
| U.S. Billboard Digital Albums          | 5              |
| U.S. Billboard Tastemaker Albums Chart | 17             |